# Grevillea berryana
Grevillea berryana är en tvåhjärtbladig växtart som beskrevs av Ewart & J. White. Grevillea berryana ingår i släktet Grevillea och familjen Proteaceae. Inga underarter finns listade i Catalogue of Life.